# Hellow Festival
Hellow Festival es un festival de música y arte que se realiza en la ciudad de Monterrey, Nuevo León, de forma anual desde el 2008. Su oferta mezcla géneros como el pop, rock, electrónica, música latina, rap y hip hop. Es el primer festival masivo de corte alternativo en la región norte de México y el primer festival de música en Monterrey.
En sus 8 ediciones han participado artistas nacionales e internacionales de distintos géneros musicales como: Kendrick Lamar, Weezer, LCD SoundSystem, DJ Snake, Steve Aoki, Los Amigos Invisibles, Zoé, The Sounds, Devendra Banhart, Empire of The Sun, Washed Out, Calle 13, Deadmau5, MGMT, Julian Casablancas, Brandon Flowers, Wiz Khalifa, Julieta Venegas, Macklemore & Ryan Lewis, Galantis, The Flaming Lips, DJ Shadow, Ludacris, entre otros.

## Historia
Hellow Festival se fundó en 2008 en la ciudad de Monterrey, Nuevo León, bajo el nombre de Hellow Fest. Según sus organizadores, se creó como una alternativa a las propuestas locales y nacionales en magnitud y ubicación. El objetivo principal era brindar una experiencia que fusionara el arte y la música fuera del contexto urbano tradicional y al mismo tiempo contribuir al crecimiento de la escena musical regiomontana.
En sus primeras ediciones el line up se conformó en su mayoría por exponentes latinos, principalmente bandas de rock nacionales y artistas locales. A partir del 2013 la presencia de artistas internacionales aumentó hasta conformar la mayor parte del cartel.
Con el incremento de asistentes, el festival pasó por varios recintos como el Parque ecológico La Huasteca, el Estadio de Béisbol Monterrey, el Parque Universitario de Monterrey y el Parque Fundidora, este último su sede desde el año 2015.

## Ediciones
2008
El 23 de agosto de 2008 se realizó el primera edición del Hellow Fest en el Parque ecológico La Huasteca a 20 minutos del centro de Monterrey. El line up fue conformado en su totalidad por talento latino, con artistas locales, nacionales e internacionales tales como: Zoé, Los Amigos Invisibles, Plastilina Mosh, División Minúscula, Jumbo, Los Dynamite, DLD, Titán, Thermo, Quiero Club, 60 Tigres, The Volture, She's A Tease, Hello Seahorse!, Magdulia y Eléctrica Miami. 
2009
La segunda edición fue el 15 de agosto de 2009 en el Parque Ecológico La Huasteca. Esta fue la primera ocasión en que se añadieron artistas no latinos. El line up de este año participaron: Steve Aoki + The Cobra Snake, Molotov, Fobia, Kinky, IMS, Chetes, Los Fancy Free, Toy Selectah, The Volture, Le Butcherettes, Technicolor Fábrics, Apolo, Revés, No Age, Bengala, Niña, Disco Ruido y Lady Hustle. 
2010
El 28 de agosto de 2010 en el Estadio de béisbol Monterrey. Este año la banda mexicana Zoé hizo la curaduría del festival además de formar parte del evento. El resto de las bandas fueron: The Sounds, Devendra Banhart, Generationals, The Soft Pack, Crocodiles, Félix Cartal, Dorian, Lemons, Rey Pila, She's a Tease, Black Lips, Posso The DJ, The Glimmers y Adanowsky.
2011
El 3 de septiembre de 2011 se realizó la cuarta edición del festival en el Estadio de béisbol Monterrey con las siguientes bandas: Empire of the Sun, Local Natives, Washed Out, Miami Horror, Dirty Vegas, Jaques Renault, R.A.C. , Jay Jay Johanson, Thieves Like Us, Windsor for the Derb, Dominant Legs, El Cuarto, Austin TV, The Oaths, Husky, Eli Escobar, Dr. Ruddz, Ezekiel, She´s a Tease (DJ Set), 50 Dollar Master, Milkman, Salón Acapulco, Phat Loot, Javier Estrada, Teets & Omar Vera, Vladimir y La Royale.
2014
Luego de 2 años en pausa, se anunció el regreso del festival para el 19 y 20 de septiembre de 2014 en el Parque Universitario. Con la marca Bud Light como principal patrocinador, el nombre cambia a Bud Light Hellow Festival. Los artistas por día fueron:
Septiembre 19
Calle 13, Modest Mouse, Julian Casablancas + The Voidz, Mac de Marco, Congos, The Antlers, Goshfather & Junco, The Pizza Underground, She´s a Tease, Toy Selectah, Juniors del Gueto, Mississippi Queens y Jesus War.
Septiembre 20
Deadmau5, Caifanes, MGMT, Die Antwoord, Cut Copy, The Crystal Method, Michael Brun, Joachim Garraud, TJR, The Knocks (DJ Set), David Solano, Jayceeoh, Is Tropical, El Columpio Asesino, El Gran Silencio, Sasha Gray, Sigma, MNDR, Teen Flirt, Coronel, Lao Leal, Doña Diabla, Mel Band Project, Diego Semar y Luis Vargas. 
2015
El 29 de agosto de 2015 se realizó la sexta edición del Hellow Festival con sede en el Parque Fundidora. La ilustración para el cartel del festival estuvo a cargo del dúo de ilustradoras españolas Cachetejack. A partir de entonces, el festival ha colaborado con artistas visuales para la realización de la identidad de cada año. 
Los artistas de esa edición fueron: Brandon Flowers, Empire of the Sun, Whiz Khalifa, Julieta Venegas, Capital Cities, Showtek, Madeon, Magic!, Icona Pop, Adventure Club, Los Amigos Invisibles, GTA, Robert Delong, Young the Giant, Astro, Cherokee, COMPASS: Instituto Mexicano del Sonido & Toy Selectah, Dellarge, D-Wayne, Gigamesh, Jack Novak, Le Youth, Matthew Koma, Plastic Plates, Saje, Silverio, Tora, Whyel, Comisario Pantera, Mud Howlers, Teklife ft. DJ Spinn & Taso, DJ Earl & The Era Footwork Crew.
2016
El 20 de agosto de 2016 se realizó la séptima edición en el Parque Fundidora. Para este año la identidad estuvo a cargo del ilustrador neoyorkino Jeremyville. Las bandas participantes fueron: Macklemore & Ryan Lewis, Ludacris, The Flaming Lips, DJ Shadow, R3hab, Galantis, Bomba Estéreo, Borgore, Betty Who, Chris Lake, X-Ambassadors, Burns, CID, Jai Wolf, Kap Slap, Albert Hammond Jr, Louis the Child, Lost Kings, Speak, Jr.Jr. y Le Trouble.
2017
La octava edición del festival fue el 26 de agosto de 2017 en Parque Fundidora. La identidad la realizó el artista mexicano Grand Chamaco y la agencia Brands&People. Los artistas participantes fueron: Kendrick Lamar, LCD Soundsystem, DJ Snake, Steve Aoki, Weezer, The Horrors, Kinky, Zeds Dead, Sofi Tukker, Cash Cash, Neon Indian, BIA, Dombreski, Helado Negro, Lione, Jesse Baez, Teen Flirt, Girl Ultra y Vagabonds. Esta fue la primera vez que Kendrick Lamar se presentó en México. El festival registró una asistencia histórica para la marca con 76 mil asistentes, según cifras oficiales.
2018
La novena edición del festival se llevó a cabo el 25 de agosto de 2018 en el Parque Fundidora. Los artistas participantes para esta edición fueron: Maroon 5, Tyler, the Creator, French Montana, Jimmy Eat World, Grizzly Bear, Nervo, Kali Uchis, Grouplove, Gareth Emery, Mija, Savoir Adore, Álvaro Díaz, GG Magree, Jack Novak, Elk Road y Jean Tonique.
Como dato curioso de esta edición, en el último segmento de su presentación Tyler, the Creator invitó al escenario a Kali Uchis para una de sus canciones, lo que históricamente ha sido la primera colaboración sobre el escenario de dos artistas internacionales en el festival.
2019
La décima edición del festival se realizó el 24 de agosto de 2019 en el Parque Fundidora. Los artistas que encabezaron la edición fueron: J Balvin, Kygo, ASAP Rocky, Justice, Zhu, Honne, Matoma, Caloncho, Los Amigos Invisibles y Bad Gyal.
2020
En 2020, el Hellow Fest se realizaría el 28 de marzo por primera vez en el Parque Bicentenario en Ciudad de México, con un cartel que incluía a Future, Karol G, Robin Schultz, Cartel de Santa, SuicideBoys, A-Track, Orville Peck, entre otros. Sin embargo, el evento fue cancelado debido a la declaratoria de confinamiento a consecuencia de la pandemia por COVID-19.